# Conjugaison en espéranto
La conjugaison en espéranto est, dans la grammaire de la langue, le système de construction des verbes. Elle consiste à ajouter aux radicaux une terminaison spécifique et invariable qui ne renseigne que sur le mode de l'action, ainsi que sur le temps mais seulement pour le mode réel. Pour traiter les catégories telles que la personne, le nombre, le genre, la voix et l'aspect, que la conjugaison espéranto ne traite pas, il est nécessaire d'avoir recours à des formes annexes, qu’il s’agisse d’affixes ou de mots.

## Temps et modes
L'espéranto utilise couramment, en plus de l'infinitif, cinq temps ou modes simples ainsi que six formes participiales. Des temps composés, formés de l'auxiliaire esti (être) et d'un participe — ou plusieurs —, sont possibles.

### Formes simples

#### Infinitif
-i : fari (faire) — correspondant à l'infinitif français ;
En espéranto l'infinitif s'emploie dans les mêmes usages que l'infinitif présent français.
- Mi volas labori : je veux travailler.
- Labori estas tede : Travailler est ennuyeux.

#### Présent
-as : iu faras (quelqu'un fait) — correspondant au présent de l'indicatif français ;
Comme en français, le présent en espéranto peut exprimer une action commencée et non achevée. Il peut également décrire une vérité générale. Il peut remplacer un passé pour citer les mots d'une personne célèbre, ou pour rendre un récit plus vivant.
- Nun mi legas. : maintenant je lis.
- Mi estas advokato. : je suis avocat.
- Kvar kaj dek ok faras dudek du. : quatre et dix-huit font vingt-deux.
- Platono skribas, ke… : Platon écrit que …

#### Passé
-is : faris (ça fit) — correspondant aux passé simple, passé composé ou imparfait du français ;

#### Futur
-os : faros (ça fera) — correspondant au futur simple de l'indicatif français ;

#### Fictif
-us : farus (ça ferait / ça aurait fait) — correspondant généralement au conditionnel français ;

#### Volitif
-u : faru (fais ! / faites !) — correspondant au présent du subjonctif et de l'impératif français.
Le sujet du volitif peut être omis, auquel cas il s'agit d'une deuxième personne (singulier ou pluriel).

### Participes
Les participes reprennent les voyelles caractérisant les trois temps de l'indicatif :
- Les participes actifs :
  - p.a. présent (-ant-) : faranta (est en train de faire)
  - p.a. passé (-int-) : farinta (était en train de faire/a fait)
  - p.a. futur (-ont-) : faronta (sera en train de faire/fera)

- Et les participes passifs :
  - p.p. présent (-at-) : farata (est en train d'être fait)
  - p.p. passé (-it-) : farita (était en train d'être fait/a été fait)
  - p.p. futur (-ot-) : farota (sera en train d'être fait/sera fait)

Les participes sont traités syntaxiquement comme des adjectifs. Ils se distinguent néanmoins des adjectifs qualificatifs par deux propriétés :
- En pratique, ils ne sont jamais suffixés
- Le nom associé (ex : faranto) désigne un être humain (ici, la personne en train de faire). Si c'est un animal qui fait, on devrait donc dire : la faranta besto (l'animal faisant), mais en fait personne ne fait cette distinction, ce qui rend cette règle obsolète.

Les exceptions, qui désignent les non-vivants (objets, abstractions, etc.) réalisant l'action sont généralement du vocabulaire scientifico-technique : par exemple dividanto diviseur, personne ou nombre qui divise, determinanto déterminant (mathématiques), deterganto détergent..

### Formes composées
Les formes composées sont peu employées en espéranto. On trouve toutefois au premier degré : 
- Iu estas faranta : Quelqu'un est en train de faire
- Iu estas farinta : Quelqu'un a fait
- Iu estas faronta : Quelqu'un est en attente de faire  (fera)
- Iu estis faranta : Quelqu'un était en train de faire (faisait)
- Iu estis farinta : Quelqu'un avait fait
- Iu estis faronta : Quelqu'un était en attente de faire (devant faire)
- Iu estos faranta : Quelqu'un sera en train de faire
- Iu estos farinta : Quelqu'un aura fait
- Iu estos faronta : Quelqu'un sera en attente de faire (devant faire)
- Iu estus faranta : Quelqu'un serait en train de faire
- Iu estus farinta : Quelqu'un aurait fait
- Iu estus faronta : Quelqu'un serait en attente de faire (irait faire)
- Iu estu faranta : Que quelqu'un soit en train de faire
- Iu estu farinta : Que quelqu'un ait fait
- Iu estu faronta : Que quelqu'un soit en attente de faire (devant faire)

Le participe passif rend l'expression passive :
Ex : Iu estas far-int-a ion (quelqu'un a fait quelque chose) / Io estas farita de iu (quelque chose a été fait par quelqu'un).
Des formes composés au deuxième et troisième degrés sont possibles.
Ex : Mi estas estinta faronta ion : J'ai été en attente de faire quelque chose (Cette forme hautement théorique montrerait qu'actuellement, j'ai été dans le passé, en attente de faire quelque chose.)
Remarque: si « mécaniquement » la forme passive est possible avec tous les verbes, elle n'a de sens qu'avec les verbes transitifs.

Ainsi à la lingvo estas degeneranta (« la langue est en train de dégénérer »), la forme passive « mécanique » correspondante serait la lingvo estas degenerata (« la langue est en train d'être dégénérée »), qui n'a pas de sens (ou qui est fautive, comme en français).

#### Utilisation des temps composés
De fait, chez les bons écrivains l'usage des temps composés à la forme active est rarissime. On dira simplement mi venis, mi dormis et non mi estas veninta, mi estis dormanta ou même mi estis veninta. Dans pendant que je venais, l'inachèvement de l'action est marqué deux fois en français : par «pendant que» et par l'imparfait, l'espéranto se contente de le faire une fois: dum mi venis. De même, si le plus-que-parfait marque l'antériorité dans j'ai agi comme on me l'avait conseillé, le contexte suffit presque toujours pour donner cette précision: dans j'avais agi comme on me l'avait conseillé, les deux verbes sont au plus-que-parfait et nul n'hésitera sur la chronologie. 
On peut d'ailleurs lire chez Kalocsay et Waringhien (Plena Analiza Gramatiko, Association mondiale d’espéranto, 4e édition Rotterdam 1980, p. 112) :
« Mais de telles constructions sont senties comme lourdes ; dès 1888 Zamenhof avertissait qu'"il ne faut utiliser les formes composées que lorsque le sens l'exige absolument". Beaufront ne tint pas compte de ce conseil mais par la suite, sous l'influence de Kabe qui les évitait toujours, on s'en est servi le moins possible. La plupart du temps on applique les formes simples. »
Il n'en va pas de même pour la forme passive pour laquelle n'existent que des temps composés. Cette situation a donné naissance à la querelle -ata -ita, tranchée par l'Académie d'espéranto dans les années 1960 (cf. l’article Histoire de l'espéranto). Toutefois, la forme passive est nettement moins employée que la forme active, ne concernant que les verbes transitifs, et "oni" ("on") ayant toute sa place y compris dans le langage soutenu. Aussi la forme active - pratiquement toujours possible - est-elle souvent préférée : ("la aktiva formo estas preferata" se dira plus volontiers "oni preferas la aktivan formon" = "on préfère la forme active").
Notons aussi l'emploi non rare du participe traité comme un adjectif selon le modèle : "la fleur est belle : la floro estas bela = la floro belas":
j'aurais dû... : mi estus devinta... = mi devintus...

### La voix passive
Comme la plupart des langues européennes, l'espéranto rend le passif par une périphrase : ŝi estas amata de ĉiuj      elle est aimée de tous, littéralement elle est étant-aimé(e) de/par tous.
Cette construction soulève plusieurs particularités :
- Le fait qu'il existe trois participes passifs : présent, passé et futur, permet d'exprimer la nuance que l'on rend en allemand et en espagnol en dédoublant le verbe 'être (werden et sein, ser et estar). Pour « la maison est vendue » on aura ainsi « La domo estas vendata » (l'acte de vente est en train de se faire), « La domo estas vendita » (la maison est déjà vendue) ou « La domo estas vendota » (la maison sera vendue).

- Le passif n'est pas employé en forme composée : mi amas vin et mi estas amanta de vi se rendent indistinctement au passif par vi estas amata de mi (vi estas estanta amata de mi n'est aucunement attesté, bien que possible).

- Le passif exige des accords que l'actif ne demande pas : vi estas amata(j), vous êtes aimé(e)(s). En fait le participe passif fonctionne comme adjectif attribut du sujet. La domoj estos rekonstruitaj veut dire indistinctement les maisons seront reconstruites (dans l'état reconstruit) et les maisons seront reconstruites (auront subi l'action de reconstruction)

## Catégories non rendues par le verbe en espéranto

### Pronoms personnels
À la première personne, les pronoms sont mi (« je ») et ni (« nous »).
À la deuxième personne, vi signifie aussi bien tu que vous. Il existe toutefois un « tu » (ci) (prononcé /tsi/) employé dans certains milieux ou dans certaines circonstances (poésie).
La troisième personne du singulier a trois pronoms personnels : li (« il » pour un être vivant de sexe masculin), ŝi (« elle » pour un être vivant de sexe féminin) (prononcé /ʃi/) et ĝi (« il/elle » pour un être vivant de sexe indéterminé ou une chose) (prononcé /dʒi/). Au pluriel cette distinction est remplacée dans tous les cas par ili.

### Autres pronoms et indéfinioni
Les autres pronoms (démonstratifs, possessifs…) fonctionnent naturellement comme sujets de la troisième personne, avec leur marque de nombre. Parmi eux, l'indéfini oni (« on ») est très utilisé, mais jamais avec la valeur du « nous » qui est fréquente en français, et il permet entre autres d'éviter les formes du passif.

### Verbes sans sujet
Les verbes impersonnels (pleuvoir) ou utilisés impersonnellement (il convient) sont le plus souvent sans sujet exprimé et n'utilisent pas de pronom, la personne, le nombre et le genre étant dans ce cas une information dénuée de réalité.
Dans une proposition principale, le volitif (voir ci-dessous) est souvent utilisé sans sujet exprimé. On considère dans ce cas qu'il s'agit de vi sous-entendu.

## Famille morphologique
La grammaire de l'espéranto distingue, selon l'Académie d'espéranto (cette vision est néanmoins rejetée par certains), trois types de racines : nominale, adjectivale, verbale, et permet de former un verbe simplement à partir de toute racine verbale (kur- : kuri courir), adjectivale (bel- : bela beau, beli être beau) ou nominale (aŭt- : aŭto voiture, aŭti conduire une voiture), le sens étant souvent dicté par l'usage.
S'appuyant sur cette souplesse de l'espéranto, la plupart des auteurs inscrivent la flexion du verbe, celles du nom et de l'adjectif, et celle de l'adverbe découlant de la même racine en un seul ensemble. Cela se traduit par l'utilisation préférée de « flexions du verbe» à son synonyme «conjugaison». C'est le cas par exemple du Fundamento ou du « Que sais-je ? » sur l'espéranto (Pierre Janton, L'espéranto Que sais-je 1511 PUF).
Dans cette optique la conjugaison du verbe (trait grammatical) est incluse dans un ensemble de formes (famille morphologique) découlant d'un même lexème.
Ainsi au lexème parol- (idée de parole) seront associés :
- un nom : parolo (la parole), fléchi en paroloj, parolon, parolojn. Le nom peut, selon les lexèmes, exprimer l'action, l'objet, la personne, la qualité, liée au lexème.
- un adjectif : parola (oral), fléchi en parolaj, …
- un adverbe : parole (oralement). L'adverbe exprimant un lieu peut être fléchi à l'accusatif.
- un verbe : paroli (parler), fléchi en parolas, …

Allant plus loin dans ce sens, Michel Duc-Goninaz, coordinateur général du PIV, mentionne dans celui-ci que le terme konjugacio est « à éviter » (evi) pour désigner l'ensemble des terminaisons verbales de l'espéranto. Citons aussi l'avis encore plus tranché de Gaston Waringhien, qui dans son ABC déclare tout net qu'il n'y a pas de conjugaison en espéranto.